# Samuel Mellor
Samuel Alexander „Sammy” Mellor Jr. (ur. 14 marca 1880 w Yonkers, zm. 5 listopada 1948) – amerykański lekkoatleta, uczestnik igrzysk olimpijskich w Saint Louis w 1904.
W 1902 zwyciężył w Maratonie Bostońskim.

## Występy na igrzyskach olimpijskich
Mellor wystartował tylko raz na igrzyskach olimpijskich w 1904. Wziął udział w maratonie. Zmagania biegaczy miały miejsce 30 sierpnia 1904. Mellor nie ukończył biegu.

## Rekordy życiowe
- maraton – 2:41:17 (1908)